# Ро (провинция Милан)
Ро (итал. Rho, ломб. Rò) — город в Италии, в провинции Милан области Ломбардия.
Население составляет 49 947 человек (2008 г.), плотность населения составляет 2238 чел./км². Занимает площадь 22 км². Почтовый индекс — 20017. Телефонный код — 02.
Покровителем коммуны почитается святой Виктор Мавр. Праздник ежегодно празднуется 8 мая.

## Демография
Динамика населения:

## Администрация коммуны
- Официальный сайт: http://www.comune.rho.mi.it/